# Roman Pelczar
Roman Pelczar (ur. 1961 w Krośnie) – polski historyk, profesor nauk humanistycznych.

## Życiorys
Specjalizuje się w historii kultury, historii nowożytnej Polski, historii oświaty i wychowania. W latach 2008–2012 pełnił funkcję prodziekana ds. studenckich Wydziału Zamiejscowego Prawa i Nauk o Społeczeństwie w Stalowej Woli Katolickiego Uniwersytetu Lubelskiego Jana Pawła II, a w latach 2007-2018 - kierownika Katedry Historii i Teorii Wychowania w Instytucie Pedagogiki WZPiNoS KUL. Od października 2018 r. do 30 września 2020 r. był kierownikiem Katedry Historii i Teorii Wychowania na Wydziale Pedagogicznym Uniwersytetu Rzeszowskiego. Od 1 października 2020 r. jest kierownikiem Katedry Badań Szkoły w Instytucie Pedagogiki UR. 

## Ważniejsze publikacje
- Szkolnictwo parafialne w ziemi przemyskiej i sanockiej (XIV-XVIII w.) (Warszawa 1998)
- Ochotnicza Straż Pożarna w Krościenku Wyżnym w latach 1898-1998 (Krosno 1998)
- Szkolnictwo w miastach zachodnich ziem województwa ruskiego (XVI-XVIII w.) (Rzeszów 1998)
- Działalność oświatowo-kulturalna jezuitów w diecezji przemyskiej w XVI-XVIII wieku (Przemyśl 1999)
- Dzieje Krościenka Wyżnego (1350-2000), przy współpracy B. Lorens, N. Hrapkowicz-Pelczar (Krosno 2000)
- Księga pamiątkowa z okazji 110-lecia Ochotniczej Straży Pożarnej w Krościenku Wyżnym (1898-2008 r.) (Krosno 2008)
- Szkoły parafialne na pograniczu polsko-ruskim (ukraińskim) w Galicji w latach 1772-1869 (Lublin 2009)
- Rzymskokatolickie szkoły trywialne w Galicji w latach 1774-1875 (Lublin 2014)
- Greckokatolickie szkoły trywialne w Galicji w latach 1774-1873 (na przykładzie diecezji przemyskiej) (Krosno 2017)
- "Bez kobiet ani rusz", czyli historia Koła Gospodyń Wiejskich w Krościenku Wyżnym 1937-2017 r. (Krosno 2018), współautorka Z. Przybyła
- Polskie i ruskie (ukraińskie) szkoły gminne w systemie oświaty ludowej w Galicji (do 1875 r.) (Rzeszów 2019)
- Szkoły główne w Galicji w latach 1775-1873 (Rzeszów 2021)
- Wychowanie narodowe i patriotyczne w polskich szkołach ludowych w Galicji w latach 1772-1918, współautor Jan Ryś (Wydawnictwo Uniwersytetu Rzeszowskiego, Rzeszów 2023)